# عباس غزيل
بن عباس غزيل (1933 - 06 جويلية 2014 ) قائد سابق لجهاز الدرك الوطني الجزائري.

## المناصب
- انضم سنة 1957 إلى جيش التحرير الوطني[5]
- قائد الناحية العسكرية الخامسة
- قائد الناحية العسكرية الأولى
- قائد الناحية العسكرية الثانية
- قائد مدرسة أشبال الثورة بتلمسان
- قائد مدرسة أشبال الثورة بالقليعة عام 1971
- قائد الدرك الوطني سنة 1987 - 1997[6]
- مديرا لمديرية الهندسة العسكرية

## المشوار العسكري
- سنة 1962 نقيب
- سنة 1970 رائد
- سنة 1974 مقدم
- سنة 1979 عقيد
- سنة 1985 عميد
- سنة 1991 لواء
- سنة 2006 فريق

## الاوسمة
- وسام الاستحقاق الوطني برتبة أثير.
- وسام الشرف الوطني المقاوم.